# Жилой дом (улица Стефана Яворского, Нежин)
Жилой дом — памятник архитектуры местного значения в Нежине.

## История
Изначально был внесён в «список памятников архитектуры вновь выявленных» под названием Жилой дом.
Приказом Министерства культуры и туризма от 21.12.2012 № 1566 присвоен статус памятник архитектуры местного значения с охранным № 10063-Чр под названием Жилой дом. Установлена информационная доска.

## Описание
Дом построен в 1910-е годы на углу современных улиц Стефана Яворского и Глебова.
Одноэтажный, каменный, прямоугольный в плане дом, с деревянной верандой с южной стороны. Большая часть фасада дома вдоль улицы Глебова. Фасад расчленяют рустованные пилястры между которыми по два четырёхугольных оконных проёма. Украшен орнаментальной кирпичной кладкой. Оконные проёмы с прямыми сандриками и ставнями (ставни — только со стороны Яворского).